# Игенче (Удмуртия)
Игенче — деревня в Алнашском районе Удмуртии, входит в Ромашкинское сельское поселение. Находится в 2 км к северу от села Алнаши и в 84 км к юго-западу от Ижевска.
Население на 1 января 2008 года — 9 человек. В связи с общей убылью населения, при условии достижения нулевой численности населения до 2025 года, планируется упразднение населённого пункта .

## История
В 1925 году жители деревни Татарский Тоймобаш Алнашского сельсовета Алнашской волости Можгинского уезда образовали колхоз «Игенче», затем они выехали из деревни и основали выселок Игенче. На 1 января 1939 года деревня (выселок) Игенче находилась в Алнашском сельсовете Алнашского района.
В 1950 году в результате объединения колхозов «Игенче» и «Красный партизан» (деревня Татарский Тоймобаш) образован колхоз «Победа». В 1958 году колхоз «Победа» упразднён и выселок Игенче присоединён к объединённому колхозу «Большевик», с центральной усадьбой в селе Алнаши.
В 1991 году Алнашский сельсовет разделён на Алнашский и Ромашкинский сельсоветы, выселок передан в состав нового сельсовета. Постановлением Госсовета УР от 26 октября 2004 года выселок Игенче Ромашкинского сельсовета был преобразован в деревню Игенче. 16 ноября 2004 года Ромашкинский сельсовет был преобразован в муниципальное образование «Ромашкинское» и наделён статусом сельского поселения.